# Свети Полихрон (Витиния)
„Свети Полихрон“ е византийски манастир в областта Витиния, намираща се в Мала Азия. Разположен е на планината Олимп (дн. Улудаг, край Бурса, Турция).
В манастира „Полихрон“ през 851 г. се замонашва свети Методий. След мисията си при сарацините същата година свети Константин-Кирил Философ също се установява в манастира. В него солунските братя в периода 855 - 862 г. създават първата славянската азбука - глаголицата.